# Omloop van het Waasland 2025
De 59e editie van de wielerwedstrijd Omloop van het Waasland vond plaats op 1 mei 2025. De 168 deelnemers startten in Lokeren en finishten 178,5 kilometer later in Kemzeke. De wedstrijd maakte deel uit van de UCI Europe Tour, met de categorie 1.2. De Australiër Jensen Plowright won, voor zijn landgenoot Blake Agnoletto en de Belg Timothy Dupont.

## Uitslag
| Plaats  | Naam                      | Ploeg                           | Tijd     |
| ------- | ------------------------- | ------------------------------- | -------- |
| Winnaar | Jensen Plowright          | Alpecin-Deceuninck Dev.         | 3u50'56" |
| 2       | Blake Agnoletto           | Atom 6 Bikes-Decca              | z.t.     |
| 3       | Timothy Dupont            | Tarteletto-Isorex               | z.t.     |
| 4       | Jonas Volkaert            | VDM-Trawobo                     | z.t.     |
| 5       | Mārtiņš Pluto             | BEAT                            | z.t.     |
| 6       | Killian Théot             | Van Rysel Roubaix               | z.t.     |
| 7       | Daan van Sintmaartensdijk | BEAT                            | z.t.     |
| 8       | Ben Squire                | DCR                             | z.t.     |
| 9       | Mathis Avondts            | Parkhotel Valkenburg            | z.t.     |
| 10      | Corné van Kessel          | Deschacht-Hens-FSP              | z.t.     |
| 11      | Wim Reynaerts             | Vetrapo B-Close Bal-Enzo        | z.t.     |
| 12      | Arne Santy                | Tarteletto-Isorex               | z.t.     |
| 13      | Tobiasz Pawlak            | Voster ATS                      | z.t.     |
| 14      | Jesper Rasch              | Parkhotel Valkenburg            | z.t.     |
| 15      | Taylor Clark Churchill    | Hubo-Scott                      | z.t.     |
| 16      | Mateo Duque               | VDM-Trawobo                     | z.t.     |
| 17      | Thomas Mein               | Mg.K Vis Costruzioni e Ambiente | z.t.     |
| 18      | Milan Paulus              | Deschacht-Hens-FSP              | z.t.     |
| 19      | Tristan Scherpenbergh     | LRG                             | z.t.     |
| 20      | Gaëtan Verleyen           | Atom 6 Bikes-Decca              | z.t.     |

1965 · 1966 · 1967 · 1968 · 1969 · 1970 · 1971 · 1972 · 1973 · 1974 · 1975 · 1976 · 1977 · 1978 · 1979 · 1980 · 1981 · 1982 · 1983 · 1984 · 1985 · 1986 · 1987 · 1988 · 1989 · 1990 · 1991 · 1992 · 1993 · 1994 · 1995 · 1996 · 1997 · 1998 · 1999 · 2000 · 2001 · 2002 · 2003 · 2004 · 2005 · 2006 · 2007 · 2008 · 2009 · 2010 · 2011 · 2012 · 2013 · 2014 · 2015 · 2016 · 2017 · 2018 · 2019 · 2020 · 2021 · 2022 · 2023 · 2024